# Basilisk II
Basilisk II è un software open source che emula i computer Apple Macintosh basati su processori Motorola 68k (CISC). Ne sono state sviluppate versioni per vari sistemi operativi, tra cui Linux, IRIX, Solaris 10 SPARK, BeOS AmigaOS, MorphOS, Windows NT, macOS, persino Sony PSP e ultimamente anche per smartphone Android.
La pagina ufficiale è su cebix.net e  il suo codice sorgente è su GitHub.
Le prime versioni alfa di Basilisk sono apparse nel gennaio 1999 e la prima versione non alfa nell'ottobre dello stesso anno ad opera di Christian Bauer, lo sviluppatore che aveva già creato ShapeShifter, un emulatore di Macintosh per Amiga.
Esistono recensioni del programma e guide all'installazione ed all'uso, anche con ampio forum.

## Sistemi Macintosh emulabili
L'installazione di Basilisk II nell'ambiente software di uno dei sistemi operativi menzionati sopra permette di installare al suo interno, e poi di eseguire, tutti i sistemi operativi Mac OS da 7.0 a 8.1. La versione 8.1 è l'ultima versione compatibile con i processori 68k e, contemporaneamente, la prima ad aver introdotto il supporto per il file system HFS plus. Le versioni di Mac OS oltre la 8.1 non sono compatibili con Basilisk II poiché sono scritte per processori PowerPC (RISC) che Basilisk II non emula.
Quindi, per eseguire versioni successive, quali 8.5, 8.6 e 9 (ma solo fino alla 9.0.4), può essere usato un emulatore come SheepShaver o anche QEMU (solo da 9 in poi). Quando invece si vogliano usare sistemi precedenti al 7 ci si può servire, ad esempio, di Mini vMac (processore MC68000) o anche Mini vMac II (fino al MC68030), dal progetto vMac per un emulatore di Macintosh Plus che viene mantenuto e sviluppato da Paul C. Pratt.

## Requisiti
L'esecuzione del programma, per tutte le piattaforme ospitanti, richiede di avere una copia del Mac OS che si intende emulare e una immagine software di una ROM originale di un Mac (di 1 MB, es. quella del Quadra 650) da copiare, preferibilmente, nella stessa cartella del sistema operativo della piattaforma che ospita Basilisk II.

## Procedure preliminari[10][11][12]
L'interfaccia grafica di Basilisk II (Basilisk GUI) è a schede e consente di impostare e/o eseguire varie operazioni preliminari. Permette già di creare un'immagine disco vuota, di sceglierne la capacità e di aggiungere, nella prima scheda (Volumes), tale immagine alla lista dei volumi da utilizzare da parte di Basilisk stesso. Questi file immagini disco sono essenzialmente dei contenitori aventi estensione .dsk (o anche .hfv, se creati da HFVExplorer). Quando sono stati aggiunti in Basilisk e si lancia il Mac OS, questo chiede di inizializzarli; il che vuol dire, in Mac OS classico, formattarli in HFS (o anche in HFS+, se si è nella versione OS 8.1). Fatto questo, all'interno dell'ambiente emulato sono visti come normali dischi del Mac OS classico mentre, all'esterno, possono essere copiati e incollati in ambienti software di pressoché tutti i sistemi operativi. Riguardo alle dimensioni delle immagini disco da usare in Mac OS classico, superare i 2 GB è sconsigliato e potrebbe dare problemi.
In ambiente Windows, HFVExplorer (un particolare file manager) permette sia la creazione di tali immagini, che di copiare in esse file dal sistema ospitante. In ambiente Mac OS X (macOS) si possono usare, allo stesso scopo, programmi come HFSUtilsGUI e HFS Disk Maker.
L'interfaccia iniziale di Basilisk accetta anche immagini già create da Macintosh, come ad esempio le immagini disco di Disk Copy, anche di dischetti (ma solo quelli di 1,44 MB), nel suo formato .img, e immagini CD-ROM in formato .ISO o anche .toast.
Nella seconda scheda (Graphics/Sound) si può scegliere la dimensione che si vuol dare allo schermo Mac: si immette la risoluzione orizzontale e quella verticale, e inoltre la frequenza di aggiornamento video (refresh rate); quest'ultima viene di solito impostata convenientemente su "dynamic"; si può inoltre scegliere se disabilitare o meno la scheda audio.
Seguono poi tre schede, Keyboard/Mouse, Serial e Network, dove si possono impostare varie regolazioni.
La scheda successiva è Memory/Misc. Si imposta la quantità di RAM per il Mac OS (massimo 1 GB), il modello Mac (Mac IIci o Quadra 900), il modello di processore (68020, 68030 o 68040 e l'opzione del coprocessore matematico) e inoltre si indica il percorso dell'immagine ROM.
L'ultima scheda permette di abilitare il JIT Compiler, che velocizza l'emulazione ma che può dare problemi di compatibilità con qualche applicazione, o di disabilitarlo; poi, permette di scegliere se abilitare o meno il coprocessore matematico.

## Possibilità offerte dall'emulatore
Basilisk II permette lo scambio di file tra sistema ospite (Mac) e sistema ospitante tramite un'icona presente sulla scrivania (desktop) del Mac OS emulato, che rappresenta una cartella del disco di avvio del sistema operativo ospitante. Permette altresì lo scambio degli Appunti (clipboard) tra i due sistemi operativi, rendendo quindi possibile il copia-incolla, ma limitatamente al contenuto di solo testo, non grafica o altro. A tal proposito, se nel sistema ospitante era stato copiato del testo, questo rimane negli appunti del Mac; in ambiente Mac si può sostituirlo solo se si copia testo; se si vuole copiare grafica nel Mac occorre prima svuotare gli appunti nel sistema ospitante; in Windows si può usare con un comando o un software/app (es. clipbrd.exe).

## Profili di utilizzo
Dato che i nuovi computer Mac con processori Intel non possono eseguire la modalità Classica, Basilisk II resta una valida alternativa per gli utenti che vogliano usare programmi che giravano in versioni Mac OS fino a 8.1. Per eseguire versioni Mac OS 8.5, 8.6 e 9 fino a 9.0.4, o per usare programmi scritti esclusivamente per PPC, si può usare come emulatore SheepShaver. Detta modalità classica è comunque impossibile nelle versioni (macOS) superiori alla 10.4.11, per cui anche i computer PPC che eseguono queste ulteriori versioni di Mac OS X possono comodamente beneficiare di Basilisk II. D'altro canto, Basilisk risulta alquanto più veloce rispetto a SheepShaver, a parità di macchina (hardware) e di sistema operativo su cui l'emulatore è ospite (eccetto per quelle macchine PPC, le quali non necessitano dell'emulazione del processore da parte di SheepShaver).